# Штадтберген
Штадтберген (нім. Stadtbergen) — місто в Німеччині, знаходиться в землі Баварія. Підпорядковується адміністративному округу Швабія. Входить до складу району Аугсбург.
Площа — 11,50 км2. Населення становить 15 222 ос. (станом на 31 грудня 2020).